# Brad Delson
Bradford Phillip "Brad" Delson (Agoura Hills, 1 de dezembro de 1977) é um músico, compositor e produtor musical norte-americano, mais conhecido como um dos fundadores e guitarrista do grupo de rock estadunidense Linkin Park.
Brad é um dos mais descontraídos da banda. É casado com Elisa Boren e tem um filho chamado Jonah Taylor que nasceu em 25 de março de 2008. Formado em comunicações, ele é, segundo a banda, o integrante mais feliz. Mas, às vezes é muito antissocial. Chegou a deixar o cabelo crescer, pois curtia muito rock pesado. Ganhou sua primeira guitarra quando estava na 6ª série. É superfã dos guitarristas Dave Matthews e de Stef, dos Deftones. Antes de tocar no Linkin Park, pertenceu a uma banda chamada Pricks, em 1994.

## Biografia
Brad Delson estudou no Agoura High School, e acabou se tornando um amigo e companheiro de Mike Shinoda, daí futuramente, membro da banda Linkin Park, na qual ele (o próprio Brad Delson) também faria parte. Tocou em várias bandas enquanto estudava no colegial, sendo a Relative Degree a de maior destaque durante essa época. Foi nesse meio tempo que ele acabou conhecendo o baterista Rob Bourdon. O objetivo do Relative Degree era simplesmente fazer um show e, após conseguir esse objetivo, o grupo se desfez.
Depois de se formar no colegial em 1995, Brad Delson, Mike Shinoda e Rob Bourdon formaram uma banda chamada Xero, que acabaria por se tornar o ponto de partida para o Linkin Park.
Delson entrou para a UCLA em 1995 como bolsista da Regent trabalhando no grau de Bacharel de Artes e Estudos de Comunicação com especialização em Negócios e Administração. Ele era um membro da Phi Beta Kappa, e dividia o seu quarto no dormitório da faculdade onde estudava com um futuro membro do Linkin Park, o baixista Dave Farrell, que por coincidência também estudava na mesma universidade que Brad, e aproveitava o tempo livre para ensaiar no quarto de seu companheiro de estudos. Delson também teve a oportunidade de estagiar com um membro da indústria da música como parte de seus estudos complementares na faculdade de comunicações, e acabou trabalhando para Jeff Blue, um representante da A & R da Warner Bros Records, que ofereceu uma crítica construtiva sobre as fitas demo do Xero. Aliás, era o próprio Jeff Blue, que mais tarde convidou Chester Bennington, o ex-vocalista (falecido) do Linkin Park, para se juntar com o resto da banda.
Após graduar-se definitivamente em 1999, Delson decidiu abandonar a faculdade de direito, a fim de prosseguir sua carreira musical com o Linkin Park. Curiosamente Brad Delson continua a ser um ávido fã de todas as coisas que possuem cor azul e ouro.

## Linkin Park
Em 1999, a banda na qual Brad estava, o Xero, acabou presenciando a substituição do então vocalista Mark Wakefield pelo rapaz Chester Bennington, que veio do estado do Arizona, a pedido de Jeff Blue. Após a sua chegada oficial ao grupo, Bennington, que surpreendeu a todos por seu vocal potente, decidiu rebatizar o grupo com o nome de Hybrid Theory. Pouco tempo depois, Delson, juntamente com Shinoda, produziram as seis primeiras faixas do Hybrid Theory (EP), distribuindo-o para vários sites online para fazer com que a banda pudesse ganhar uma identidade própria. Em 2000, o nome da banda foi mais uma vez mudado. Agora, sob o nome de Linkin Park, o grupo finalmente fecharia um contrato de gravação com a Warner Records para que a mesma lançasse seu álbum de estreia.
Em 24 de outubro de 2000, o Linkin Park lançou o seu "explosivo" álbum de estreia, intitulado pela banda de Hybrid Theory. Durante o ano seguinte ao lançamento do Hybrid Theory, Delson ajudou Mike Shinoda a produzir o álbum remix chamado de Reanimation, que acabou por ser publicado em 2002, e acrescentou a sua visão criativa para a interpretação de várias músicas do álbum de estreia do grupo, inclusive uma versão remixada da música "Pushing Me Away" (que no álbum Reanimation foi nomeada de "P5hng Me A * wy").
Após o Reanimation, Delson desempenhou um papel fundamental na produção do segundo álbum de estúdio do Linkin Park, Meteora que viria a estrear no ano de 2003. No novo álbum, Brad Delson pode apresentar ao público riffs de guitarra ainda mais pesados que os mostrados no Hybrid Theory.
O Linkin Park lançou o seu terceiro álbum de estúdio, chamado de Minutes to Midnight no dia 15 de maio de 2007, mesma data em que o álbum teve a sua estreia oficial nos Estados Unidos. Para este álbum, a banda desviou-se do estilo de música que haviam aperfeiçoado em Meteora e Hybrid Theory, e passou a desenvolver um som totalmente novo. Para Delson, tal mudança significava experimentar a sonoridade de diferentes guitarras e amplificadores, tanto novos como antigos. Isso também significava que ele precisava deixar de lado sua aversão por solos de guitarra, solos esses que são apresentados por Delson em faixas como Shadow of the Day, What I've Done, "In Pieces" e mais notavelmente em "The Little Things Give You Away". Tal aversão por solos de guitarra vem, segundo o companheiro de banda Mike Shinoda, da mentalidade própria de Brad de não querer ser o centro das atenções dentro da banda.
Enquanto o grupo estava reunido trabalhando em cima da música "The Little Things Give You Away", Delson experimentou um E-Bow, que é um efeito feito com o som da guitarra, criando uma música chamada "E-Bow Idea", que mais tarde teve o título alterado para "No More Sorrow". Os ouvintes mais atentos podem também escutar o tilintar de suas chaves em faixas como Given Up, numa ideia de que ele é creditado no encarte do álbum, bem como as várias faixas em que aparecem o som de mãos batendo palmas. Ele também tocou piano em alguns dos shows ao vivo do Linkin Park, com destaque para a canção Hands Held High.
Brad também acrescentou sua própria intuição criativa em New Divide, faixa composta pelo Linkin Park em 2009 para a trilha sonora do filme Transformers: Revenge of the Fallen. Foi também o último single em que todo o grupo se reuniu, antes de deixar seus projetos paralelos de lado para então compor músicas para seu próximo álbum.

## Vida pessoal
Delson é casado com Elisa Boren. A cerimônia aconteceu em setembro de 2003, numa típica cerimônia de casamento judaico no Skirball Cultural Center. Elisa deu à luz seu primeiro filho com Brad, um garoto, ao qual deu o nome de Jonah Taylor Delson, em 25 de março de 2008. Ele tem dois irmãos mais novos. Delson também lida com muitos dos aspectos de marketing do Linkin Park, juntamente com seu pai, Donn Delson. Juntos, os dois criaram a BandMerch, que lida com assuntos de merchandising para o Linkin Park entre outros assuntos do ramo empresarial relacionados a banda. Em 1991, Delson fez uma participação especial no filme "Bill & Ted's Journey".
Ele foi o orador principal na faculdade UCLA de Letras e Ciências cerimônia de abertura em 12 de junho de 2009 no Pauley Pavilion.[carece de fontes?]